# ترزا شربووا
ترزا شربووا (چکی: Tereza Srbova؛ زادهٔ ۲۳ ژوئن ۱۹۸۴) بازیگر و مدل اهل جمهوری چک است.
از فیلم‌ها یا برنامه‌های تلویزیونی که وی در آن نقش داشته‌است، می‌توان به اینکهارت، آیشمان، قول‌های شرقی، حمله متقابل و ۳۶۰ اشاره کرد.